# Tameslohte (commune)
Pour les articles homonymes, voir Tameslohte.
Tameslohte (en amazigh : Tameṣluḥt, en arabe : تامصلوحت), aussi appelée Tamesleht ou Tameslouht, est une commune rurale de la province d'Al Haouz, dans la région de Marrakech-Safi, au Maroc. Elle a pour chef-lieu une ville qui porte le même nom.
La commune rurale de Tameslohte est le chef-lieu du caïdat portant le même nom, lui-même situé au sein du cercle de Tahannaout.

## Géographie
La ville de Tameslouht est située à 18 km de Marrakech, sur la route d'Amizmiz via la Route Provinciale RP2009.
La commune territoriale de Tameslohte quant à elle débute à la limite avec Marrakech à l'intersection de la route menant aux nouveaux quartiers de M'hamid et Douar Soultane et finit jusqu'aux extrémités sud comprenant les Mines de Guemassa.

## Histoire
Point de convergence d’une culture populaire. Attestée une première fois au début du XIIIe siècle, Tameslohte était alors une sorte de fief d’un haut dignitaire almohade où ce dernier dut se retrancher à la suite de luttes intestines opposant divers partis au sein du pouvoir almohade en cours de désintégration. C’est presque deux siècles plus tard que Tameslohte est associé au grand courant de la confrérie religieuse, la « Jazouliya » dont le maître au début du XVIe siècle est Abû Abd Allah Al Ghazouani, l’un des sept saints patrons de Marrakech. Un beau matin, il prit la tête d’un petit cortège de disciples, parmi lesquels se trouvait Abdellah Ben Hssayn. Le cortège chemina lentement en direction de Tamesloht.
Le lieu, jadis irrigué et prospère, était presque désert. Les nombreuses sources et dérivations des oueds, dont les eaux autrefois drainées par l’ingénieux système d’irrigation des « khettaras » (canalisations souterraines), étaient taries et tout le système d’infrastructure traditionnel abandonné, les arbres fruitiers desséchés et le peu qui en restait était la proie des moineaux ravageurs.
L’effondrement démographique consécutif aux précédentes années de sécheresse, de famines et de peste avait dépeuplé la région. Arrivé sur le lieu, Al Ghazouani révéla alors son intention de faire ressusciter cette localité morte et confia la tâche à Abdellah Ben Hssayn : « Installe-toi ici, dit-il au disciple Par la grâce d’Allah et par son action, ce pays revivra, les eaux couleront dans leurs rigoles, les arbres donneront leurs fruits, les oiseaux ne ravageront plus les récoltes, les femmes frappées de stérilité concevront leur progéniture. Allah t’accordera la faveur de les rendre fécondes par simple toucher de ta main… »
Abdellah Ben Hussain, ou Moulay Abdel Hussein, un Aït Amghar, est considéré comme ayant fondé la ville en 1566 en y fondant une zaouïa dont le rayonnement dépassa vite les limites géographiques de la région pour toucher Marrakech et les montagnes de l’Atlas.
Ainsi naquit la « Zaouïa » de Tamesloht, lieu de culture populaire attaché à la personne du fondateur Abdellah Ben Hssayn et de ses descendants. Lieu placé d’abord sous le signe de la revivification de la terre, la région déshéritée se transforma en une oasis verdoyante et peuplée. L’olivier constitua depuis l’arbre miracle de cette œuvre de renaissance.
La confrérie des Gnaouas en a fait aussi un centre important et organise une manifestation lors du moussem d'Abdellah Ben Hussain, la dernières semaine du mois de janvier, qui se poursuit à Moulay Brahim le même jour.
La commune de Tameslohte créée en 1959, fait partie des 763 premières communes qui ont été formées lors du premier découpage communal qu'a connu le Maroc, elle se trouvait dans la province de Marrakech, précisément dans le cercle de Marrakech-Banlieue.

## Bâtiments remarquables
- la kasbah construite en 1563
- Mausolée Sidi Abdallah ben Hussein
- Zaouïa Ait Amghar

## Événements annuels
Chaque année est organisé le Moussem de Sidi Abdallah ben Hssain en commémoration au Saint ayant fondé la ville. Durant ce moussem, des milliers de visiteurs affluent pour assister aux spectacles des fantasias ainsi qu'au souk s'y déroulant.

## Démographie
Elle a connu, de 1994 à 2004 (années des derniers recensements), une hausse de population, passant de 12 380 à 15 062 habitants. La population était de 28 978 personnes en 2014 d'après le dernier recensement.
Ainsi le nombre est passé de 15 000 personnes à 29 000 personnes en l'espace de 10 ans. Le taux de fécondité est particulièrement élevé et le nombre d'arrivants ne cesse d'augmenter depuis quelques années.
Tameslohte connait une forte augmentation de sa population et une augmentation des habitations.

## Économie
La ville a pour principale source de revenu l'artisanat, l'agriculture et récemment le tourisme. La ville de 18 000 habitants regroupe un nombre important d'artisans, tel que les potiers, les ferronniers, les menuisiers et les tisserands. Ce secteur est directement lié au tourisme, les produits issus de l'artisanat sont en partie vendus au niveau de la commune mais sont aussi envoyés à Marrakech pour alimenter les boutiques de la ville.
Le secteur agricole est l'autre secteur employant le plus. La commune est entourée d'oliviers et de diverses types d'arbres fruitiers. La commune est spécialement connue pour son huile d'olive de qualité à l'échelle régionale.
Cette commune a connu notamment une amélioration de ses infrastructures depuis la visite du roi Mohamed VI en 2011. L'amélioration des infrastructures a pu participer au développement du secteur touristique (développement des activités sur le désert d'Agafay et développement de l'écotourisme) et de l'artisanat (développement des coopératives).
D'importants travaux de voirie sont en cours tel que les routes, ponts, mise en place de pavés, etc. et le réseau d'évacuation des eaux usées est actuellement en train d'être étendu à l'ensemble des quartiers de la ville. Le réseau d'eau potable approvisionne déjà l'ensemble des habitations et le réseau d'électricité est actuellement en train de s'étendre aux nouveaux quartiers récemment construits.
La ville possède aussi une zone industrielle, un marché hebdomadaire, un dispensaire est à disposition des citoyens, plusieurs écoles primaires, un collège et un lycée s'y trouvent aussi.
La ville est desservie par le bus qui fait la navette entre Marrakech et Tameslohte et qui permet de les relier pour moins de 20 minutes (pour 5,50 Dirhams). Des minibus font aussi la navette Marrakech-Tameslohte tout au long de la journée (pour 5 Dirhams).

## Administration et politique
La commune de Tameslohte dispose d'un centre de santé communal avec une maternité situé dans son chef-lieu et de deux dispensaires ruraux dans les douars d'Oulad Yahia et Oumnaste.

## Personnes célèbres
- Abdallah Ibrahim (1918-2005), homme politique né dans cette ville[7]
- Viviana Pâques, ethnologue élève de Marcel Griaule, qui avait acheté une maison dans la ville en 1971 pour étudier la cérémonie annuelle gnaoua[8]